# Дрейер, Мартин
Мартин Пол Дрейер (англ. Martin Paul Dreyer, род. 1 июля 1966) — новозеландский шахматист, мастер ФИДЕ (1992), шахматный функционер и спортивный писатель.
Двукратный победитель чемпионатов Новой Зеландии: 1991 / 92 и 1995 / 96 (1—3 с Р. Дайвом и Р. У. Смитом). Чемпион Новой Зеландии по рапиду 1995 г. (1—3 с К. Бойдом и М. Ноблом).
В составе сборной Новой Зеландии участник трех шахматных олимпиад (1990, 1992 и 1996 гг.).
Отошел от активной практики в середине 1990-х гг. С тех пор выступает только в местных соревнованиях.
Некоторое время занимал должность советника в Новозеландской шахматной федерации.
Живет в Окленде. Является членом шахматного клуба «Howick Pakuranga Chess Club».
Женат, есть двое детей.
В 2017 г. выпустил книгу под названием «The 100 Greatest Sportspeople of All Time» («Сто величайших спортсменов всех времен»).

## Спортивные результаты
| Год         | Город      | Соревнование                                          | + | − | = | Результат | Место |
| ----------- | ---------- | ----------------------------------------------------- | - | - | - | --------- | ----- |
| 1989 / 1990 | Веллингтон | Чемпионат Новой Зеландии                              |   |   |   | 5½ из 11  | 6—7   |
| 1990        | Нови-Сад   | XXIX Олимпиада (сборная Новой Зеландии, 2-й запасной) | 2 | 2 | 1 | 2½ из 5   |       |
| 1991 / 1992 | Данидин    | Чемпионат Новой Зеландии                              |   |   |   | 8½ из 11  | 1     |
| 1992        | Окленд     | Международный турнир                                  | 0 | 5 | 6 | 3 из 11   | 11—12 |
|             | Манила     | XXX Олимпиада (сборная Новой Зеландии, запасной)      | 6 | 2 | 1 | 6½ из 9   |       |
| 1995 / 1996 | Веллингтон | Чемпионат Новой Зеландии                              | 4 | 0 | 7 | 7½ из 11  | 1—3   |
| 1996        | Ереван     | XXXII Олимпиада (сборная Новой Зеландии, 4-я доска)   | 3 | 8 | 3 | 4½ из 14  |       |

## Изменения рейтинга
| Графики недоступны из-за технических проблем. См. информацию на Фабрикаторе и на mediawiki.org. |